# Kobylniki (powiat szamotulski)
Kobylniki – wieś w Polsce położona w województwie wielkopolskim, w powiecie szamotulskim, w gminie Obrzycko, około 6,5 km od Szamotuł przy drodze do Czarnkowa.
Wieś szlachecka Kobelniki położona była w 1580 roku w powiecie poznańskim województwa poznańskiego. W latach 1975–1998 miejscowość należała administracyjnie do województwa poznańskiego.
Nazwa miejscowości wskazuje na służebny charakter osady wobec kasztelanii w Obrzycku, sugeruje bowiem, że zamieszkiwali ją kobylnicy.

## Historia
Wieś wzmiankowana po raz pierwszy w 1218 jako własność klasztoru cystersów w Łeknie, wkrótce przeszła w ręce rodu Przosnów. Jedna z jego gałęzi, która objęła Kobylniki, przyjęła w XIV wieku nazwisko Kobylnickich. Kolejnymi właścicielami, od początku XVII wieku byli Kąsinowscy herbu Nałęcz, a od około 1760 Obażantowscy. W początkach XIX wieku Kobylniki zakupił Dobrogost Skrzypna-Twardowski herbu Ogończyk. W rękach Twardowskich Kobylniki pozostawały do II wojny światowej. Syn Dobrogosta, Teodor założył w 1859 ordynację.

## Zabytki

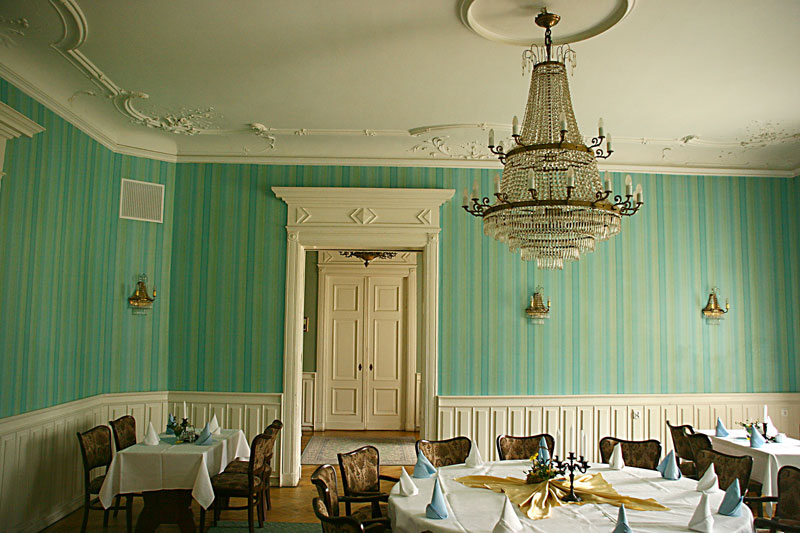
Salon w pałacu w Kobylnikach

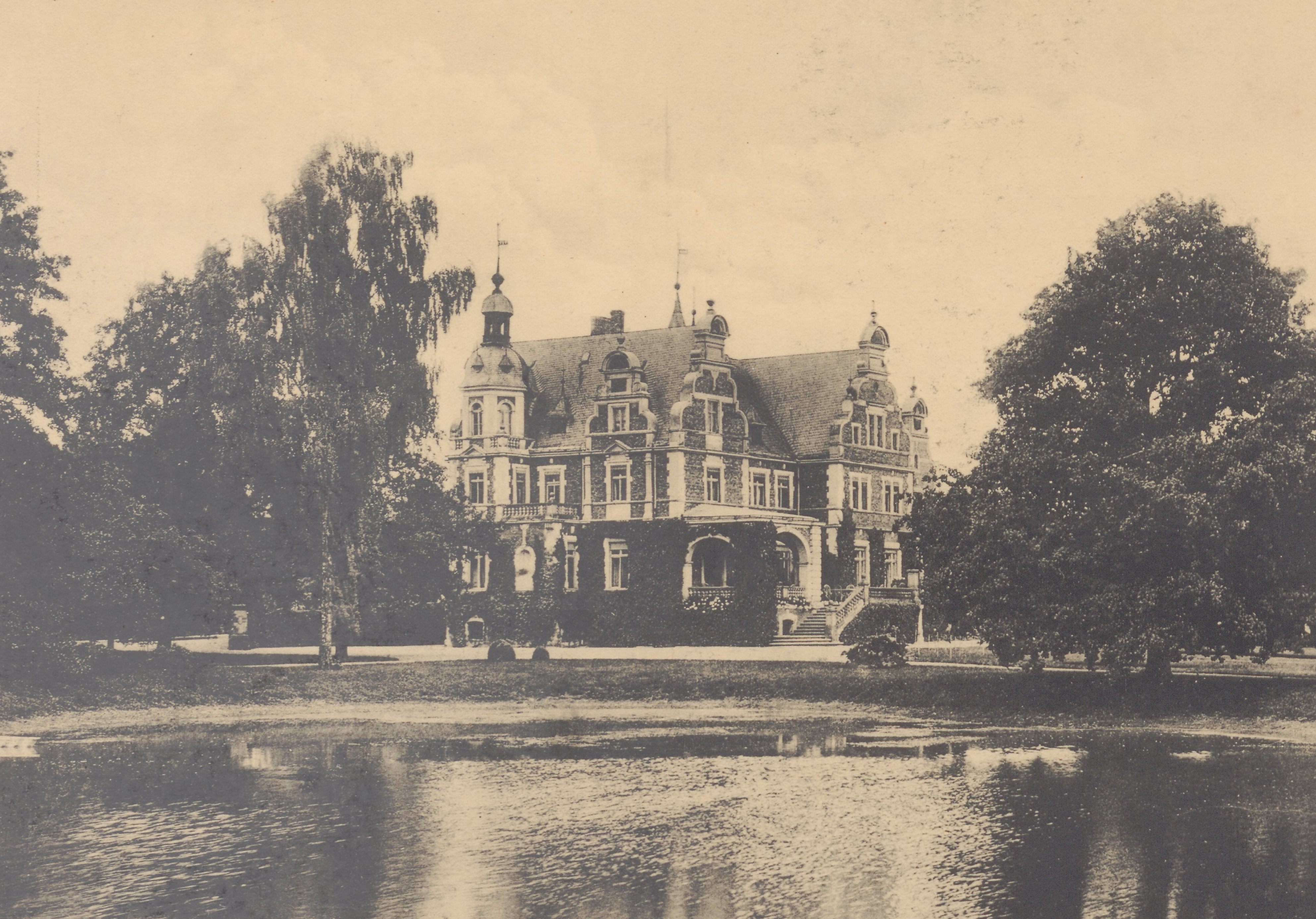
Widok pałacu przed 1912

- zespół dworski, nr rej.: 1432/A z 11.04.1973: 
  - dwór  z 1886  wzniesiony przez Zygmunta Gorgolewskiego dla Tadeusza Twardowskiego, drugiego ordynata (syna Teodora) w 1886. Pałacowi nadano charakter neorenesansowy, nawiązujący do północnoeuropejskiej wersji tego stylu (Queen Anne Revival). Pałac dwukondygnacyjny, o skomplikowanej bryle. Elewacje z surowej cegły z obramieniami z tynku i piaskowca. Stromy dach z licznymi akcentami pionowymi - sterczynami, wieżami, kominami, zwieńczeniami fasad i ryzalitów przydaje budowli okazały charakter. W przyziemiu okrągłej wieży od strony podjazdu, wmurowana jest tablica z herbem Twardowskich i datą budowy. We wnętrzach zachowały się oryginalne sztukaterie i kominki. Przed pałacem duży dziedziniec z podjazdem. Odrestaurowany i adaptowany w 1990 na hotel.
  - park z XIX w. wokół, kilkuhektarowy
  - kaplica z końca XIX, nr rej.: 2137/A z 28.10.1987[4], neogotycka z sygnaturką, prawdopodobnie również projektu Zygmunta Gorgolewskiego.

inne
- niewielki cmentarzyk z grobami rodziny Twardowskich na lewym brzegu rzeki Samy.